# Кидзимадаира
Кидзимадаира (яп. 木島平村 Кидзимадаира-мура) — село в Японии, находящееся в уезде Симотакаи префектуры Нагано. Площадь села составляет 99,31 км², население — 4676 человек (1 августа 2014), плотность населения — 47,08 чел./км².

## Географическое положение
Село расположено на острове Хонсю в префектуре Нагано региона Тюбу. С ним граничат города Иияма, Накано, посёлок Яманоути и сёла Нодзаваонсен, Сакаэ.

## Население
Население села составляет 4676 человек (1 августа 2014), а плотность — 47,08 чел./км². Изменение численности населения с 1980 по 2005 годы:
| 1980 | 6077 чел. |  |
| 1985 | 5974 чел. |  |
| 1990 | 5887 чел. |  |
| 1995 | 5850 чел. |  |
| 2000 | 5513 чел. |  |
| 2005 | 5312 чел. |  |

## Символика
Деревом села считается Zelkova serrata, цветком — адонис амурский.